# Saint-Léger-Bridereix
Saint-Léger-Bridereix – miejscowość i gmina we Francji, w regionie Nowa Akwitania, w departamencie Creuse.
Według danych na rok 1990 gminę zamieszkiwały 184 osoby, a gęstość zaludnienia wynosiła 23 osoby/km² (wśród 747 gmin Limousin Saint-Léger-Bridereix plasuje się na 445. miejscu pod względem liczby ludności, natomiast pod względem powierzchni na miejscu 596.).